# Telejornal Açores
O Telejornal Açores é o telejornal de horário nobre da RTP que vai para o ar todos os dias às 20h UTC−1. É apresentado alternadamente, durante a semana, por Berta Tavares, João Simas, Beatriz Terra, Rúben Medeiros, Dulce Vieira. É emitido na RTP Açores, e em diferido na RTP3, durante as madrugadas.
Durante a comemoração dos 50 anos da RTP Açores, em 2025, o Telejornal Açores começou a ser transmitido em diretos das várias ilhas do arquipélago dos Açores.